# Sphingomima subpallens
Sphingomima subpallens là một loài bướm đêm trong họ Geometridae.